# Ouder-Amstel
Ouder-Amstel és un municipi de la província d'Holanda del Nord, al centre-oest dels Països Baixos. L'1 de gener de 2009 tenia 13.113 habitants repartits per una superfície de 25,81 km² (dels quals 1,66 km² corresponen a aigua). Limita al nord amb Amsterdam, a l'oest amb Amstelveen i al sud amb De Ronde Venen i Abcoude.

## Centres de població
Duivendrecht, Ouderkerk aan de Amstel i Waver.

## Ajuntament
El consistori està format per 15 regidors:
- VVD 4 regidors
- PvdA 4 regidors
- CDA 4 regidors
- D66 3 regidors